# 圣伯多禄致命堂

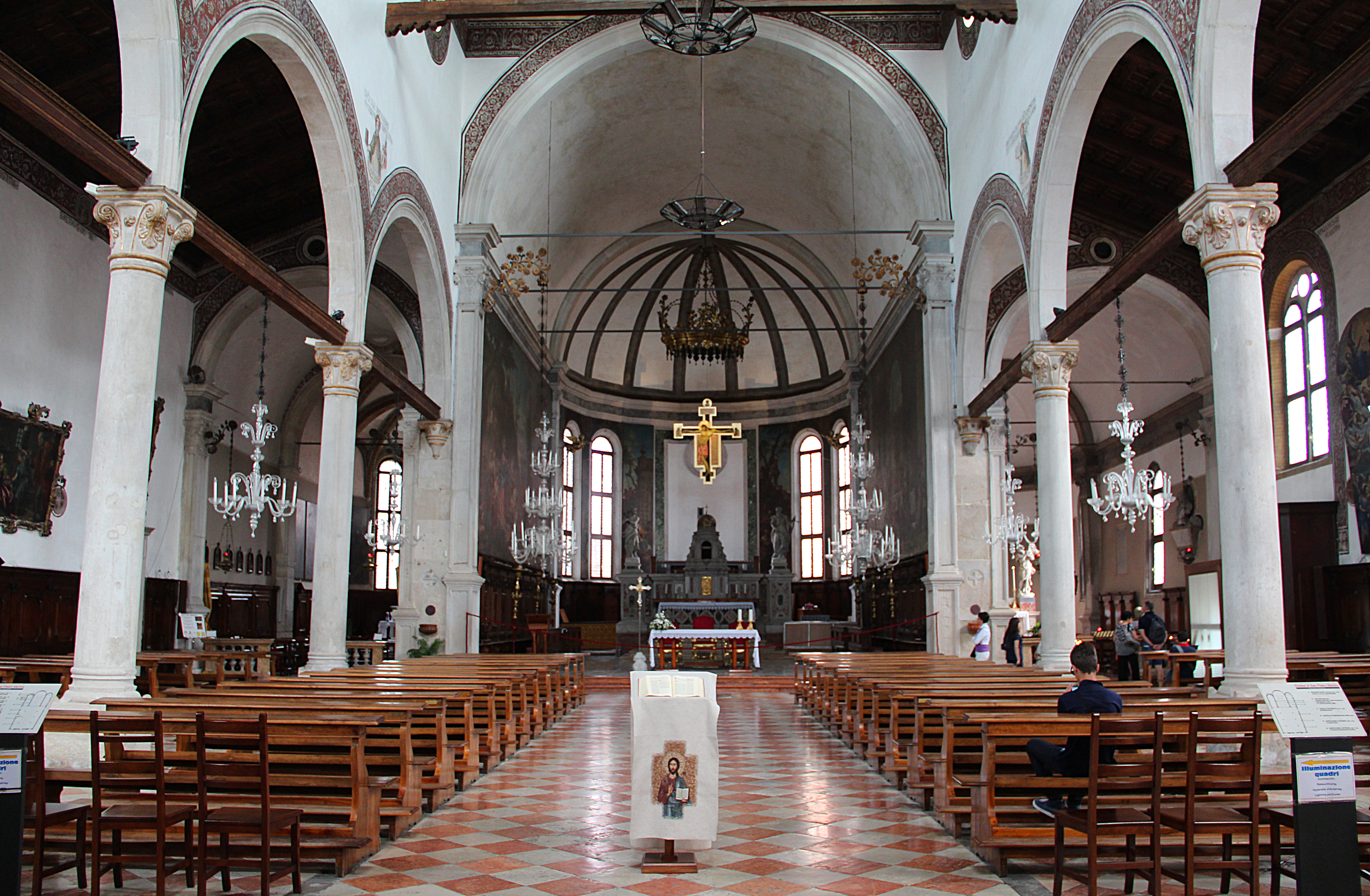
教堂的合唱團，教堂中殿和過道

圣伯多禄致命堂（義大利語：San Pietro Martire）是一座罗马天主教教堂，位于意大利威尼斯的穆拉诺岛。

## 历史
该堂创建于1348年，属于一所道明会修道院，最初供奉圣若翰洗者。1474年毁于大火，1511年重建为目前的面貌。
威尼斯共和国灭亡后，该堂曾于1806年关闭，1813年重新开放。目前它是该岛的两个本堂区之一。